# Hamilton Heights
Hamilton Heights est un quartier de Harlem, situé au nord de l'arrondissement de Manhattan à New York.

## Situation
Il se trouve entre les quartiers de Washington Heights et de Morningside Heights. Il comprend le secteur de Sugar Hill et est délimité par la 135e Rue au sud, l'Hudson River à l'ouest, la 155e rue au nord et l'Avenue Saint Nicholas à l'est.

## Histoire
Le nom Hamilton Heights vient de l'un des Pères de la révolution américaine, Alexander Hamilton, qui vécut deux ans dans le quartier, dans l'actuel Hamilton Grange National Monument.
La plus grande partie des habitations date de l'extension du métro aérien à la fin du XIXe et au début du XXe siècle. Ces logements assez élégants devinrent moins désirables aux résidents blancs originels au cours des années 1930 puis des années 1940 lorsque la population, jusque-là majoritairement Blanche, vit l'arrivée de nombreuses familles Noirs, même si ces nouveaux résidents noirs étaient aussi riches que leurs prédécesseurs. La renaissance des Brownstones dans les années 1960 puis 1970 conduisit à un retour des classes moyennes afro-américaines dans le quartier. Les Latinos arrivèrent en masse dans les années 1980, pour la plupart des Dominicains. La Gentrification, depuis 2005, a fortement augmenté la part de blancs non hispaniques dans le quartier, de même que celle de la population gay et asiatique.

## Lieux et monuments
Les bâtiments sont pour la plupart de spacieux immeubles d'appartements, de grands Brownstones, ainsi que d'imposantes townhouses (sortes d'hôtels particuliers), bordant majestueusement les allées verdoyantes de Hamilton Heights, un espace qui accueille traditionnellement des populations afro-américaines. Le quartier abrite le City College of New York, le Dance Theatre of Harlem, ainsi que The Harlem School of the Arts. Hamilton Heights est en outre pourvu de nombreux parcs, comme le Riverbank State Park, ou encore l'historique St. Nicholas Park.